# V350 Весов
V350 Весов (лат. V350 Librae) — одиночная переменная звезда в созвездии Весов на расстоянии (вычисленном из значения параллакса) приблизительно 17404 световых лет (около 5336 парсеков) от Солнца. Видимая звёздная величина звезды — от +12,9m до +12,3m.

## Характеристики
V350 Весов — пульсирующая полуправильная переменная звезда (SR:).